# Throne and Liberty
Throne and Liberty é um jogo de interpretação de personagens online e em massa para multijogadores (MMORPG) desenvolvido pela NCSoft e publicado na América do Norte, América do Sul, Europa e Japão pela Amazon Games.
Originalmente, o jogo faria parte da série de Lineage como uma sequência ao primeiro Lineage, mas foi reaproveitado e reestruturado durante o desenvolvimento. O jogo foi primeiramente anunciado como Lineage Eternal em novembro de 2011, porém sofreu vários atrasos durante seu cronograma de lançamento. O primeiro closed beta sul-coreano aconteceu em 2016. NCSoft renomeou o título para Project TL em 2017 e Throne and Liberty em 2022.

## Desenvolvimento
O jogo tem sofrido vários atrasos durante o desenvolvimento. Em 8 de novembro de 2011, a NCSOFT anunciou oficialmente Lineage Eternal como a sequencia do primeiro Lineage, lançado em 1998. Os primeiros vídeos de gameplay estreou na G-Star 2011 jogos de convenções na Coreia do Sul, em 9 de novembro de 2011. Em agosto de 2013, a NCSOFT anunciou que estava se preparando para o lançamento do beta agenda de Lineage Eternal até o fim de 2013. Em agosto de 2015, os desenvolvedores planejado para iniciar o beta de testes na Coreia no final do ano, mas durante uma chamada de conferência em novembro, eles confirmaram que a fase de testes beta fechada seria adiada até 2016.